# Astroloba spiralis
Astroloba spiralis är en grästrädsväxtart som först beskrevs av Carl von Linné, och fick sitt nu gällande namn av Antonius Josephus Adrianus Uitewaal. Astroloba spiralis ingår i släktet Astroloba och familjen grästrädsväxter. Inga underarter finns listade i Catalogue of Life.

## Bildgalleri

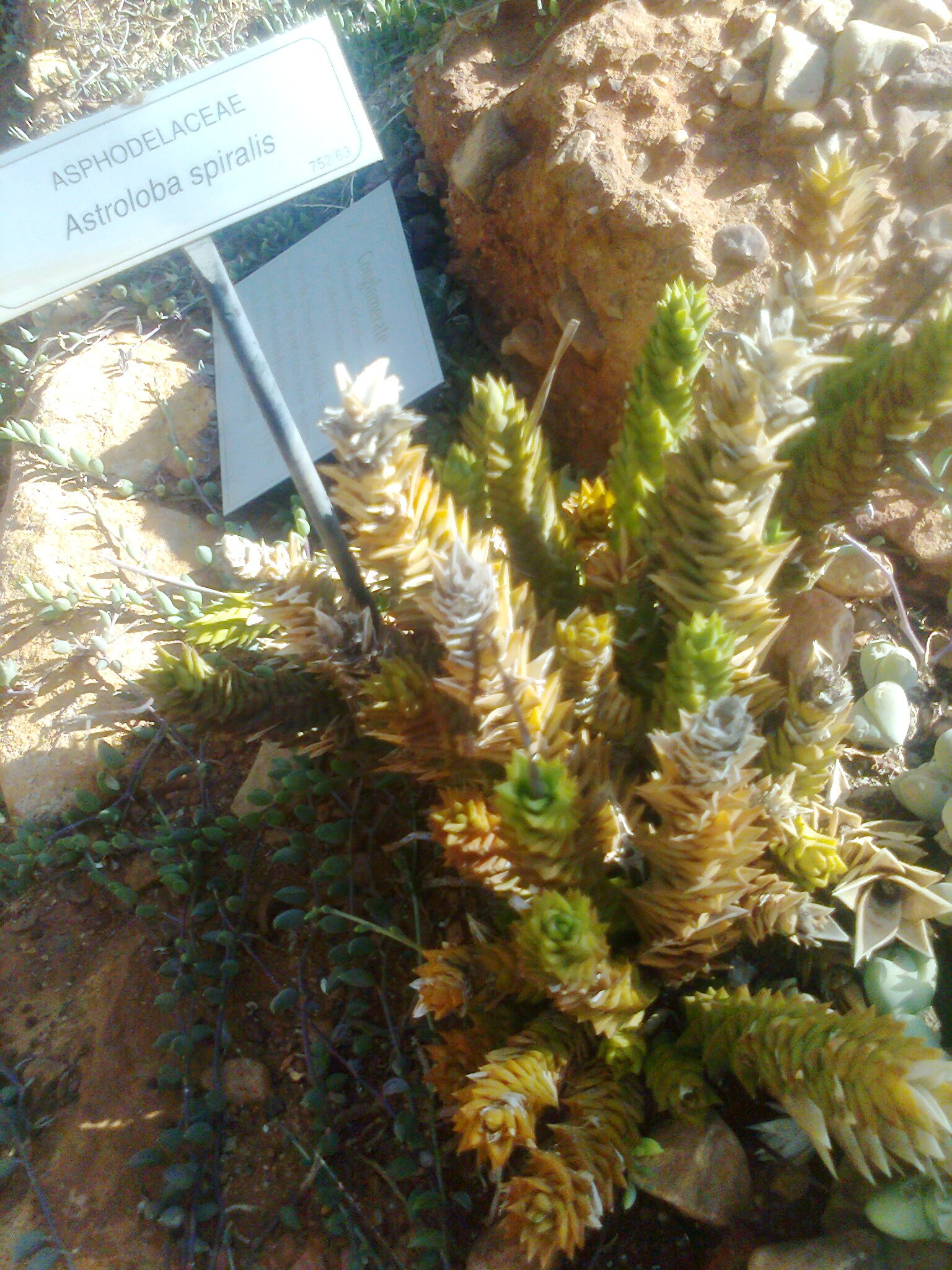
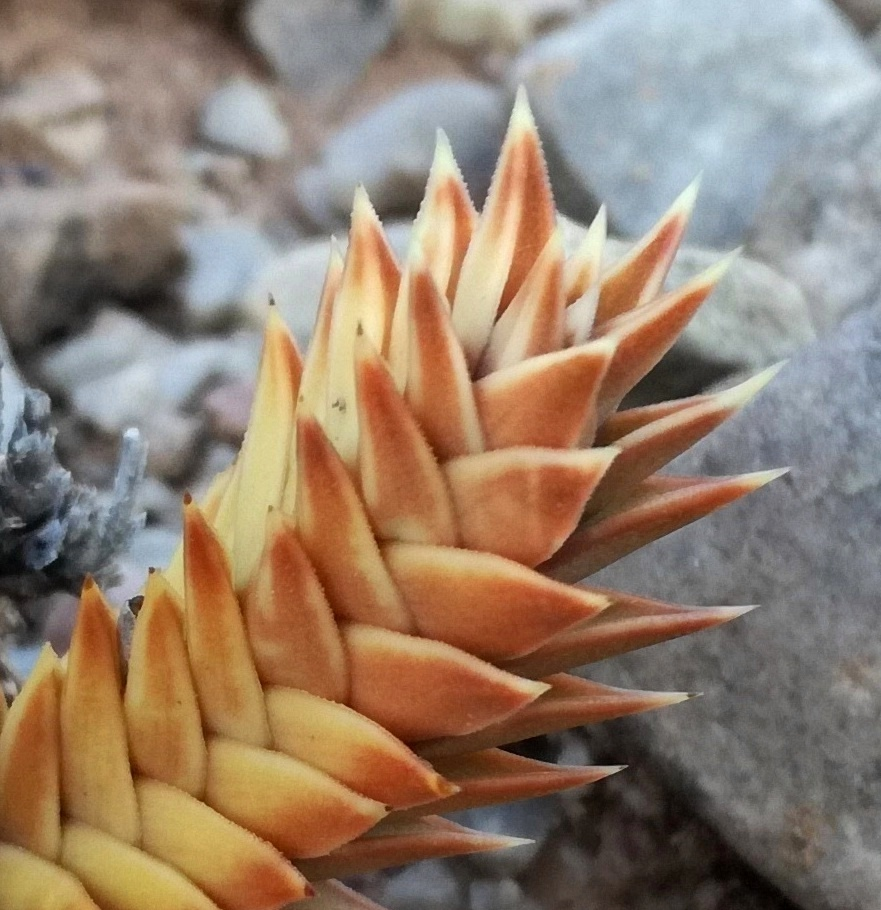
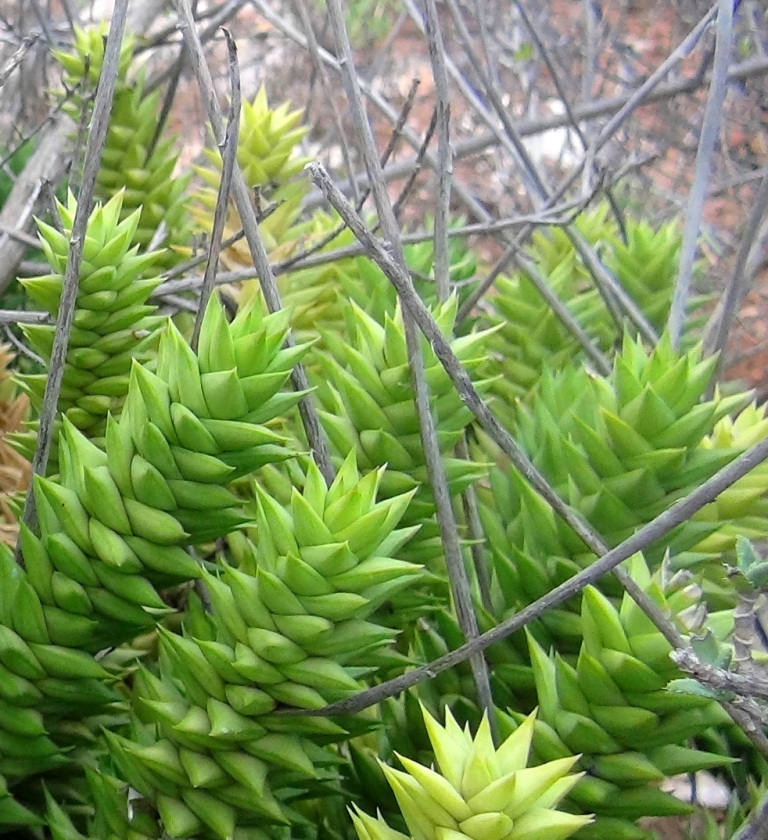